# Maurice Raynaud
A. G. Maurice Raynaud (5 de julho de 1834 – 29 de junho de 1881) foi um médico francês. Descobriu a Doença de Raynaud no ano de 1862.